# Myrmarachne andringitra
Myrmarachne andringitra là một loài nhện trong họ Salticidae.
Loài này thuộc chi Myrmarachne. Myrmarachne andringitra được Fred R. Wanless miêu tả năm 1978.